# Phyllogloea tremelloidea
Phyllogloea tremelloidea är en svampart som beskrevs av Lowy 1971. Phyllogloea tremelloidea ingår i släktet Phyllogloea och familjen Phragmoxenidiaceae.   Inga underarter finns listade i Catalogue of Life.